# Guillermo Gómez Rivera
Guillermo Gómez Rivera (ur. 12 września 1936, Iloilo) – filipiński pisarz, poeta, historyk i językoznawca.
Pochodzi z rodziny o tradycjach literackich, od wielu dekad związanej z hiszpańskojęzycznym dziedzictwem kulturowym Filipin. Jego dziadek, Guillermo Gómez Windham, był prominentnym pisarzem, pierwszym zdobywcą Nagrody Zobla (1922), najważniejszego wyróżnienia przyznawanego twórcom języka hiszpańskiego na Filipinach. Urodził się w Iloilo. Odebrał wykształcenie w manilskim Colegio San Juan de Letrán oraz na Universidad de San Agustín w rodzinnym mieście.
Zawodowo związany ze środowiskiem akademickim, zwłaszcza jako wykładowca języka hiszpańskiego. Od 1966 do 2002 pracował na Adamson University w Manili. Stara się wpływać na kształtowanie filipińskiej polityki w zakresie języków, występuje aktywnie w obronie kastylijskiego, podkreślając jego nieodzowność dla pełnego zrozumienia spuścizny i tożsamości kraju. Wysoce krytyczny wobec kolejnych prezydentów, potępia konsekwentne faworyzowanie angielskiego w przestrzeni publicznej. Jego publiczna aktywność w tym zakresie niekiedy bywa uznawana za kontrowersyjną.
Autor kilkudziesięciu książek o zróżnicowanej tematyce i przynależności gatunkowej, od sztuk teatralnych, przez zbiory poezji, po opracowania naukowe. Jest również zbieraczem i wydawcą filipińskiego folkloru. W zakresie tym opublikował Pascuas en Manila (1967), Nostalgia Filipina. Antología del folklore filipino de los siglos XVIII y XIX (2007) i El collar de Sampaguitas y Zamboanga Hermosa (2009).
Od 1983 członek Filipińskiej Akademii Języka Hiszpańskiego (Academia Filipina de la Lengua Española, AFLE), także jej wieloletni przewodniczący. Członek korespondent Królewskiej Akademii Hiszpańskiej (RAE).
Uhonorowany między innymi Nagrodą Zobla (1975) i Nagrodą José Rizala (2015).